# Ernst von Freyberg
Ernst Conrad Rudolf von Freyberg-Eisenberg (Ginevra, 26 ottobre 1958) è un avvocato e banchiere tedesco.
È stato presidente dell'Istituto per le opere di religione (IOR) dal febbraio 2013 al luglio 2014.

## Biografia
Von Freyberg appartiene alla famiglia nobile sveva dei Freyberg-Eisenberg. È coniugato con Elisabeth Montagne.
Ha studiato giurisprudenza all'Università di Monaco e all'Università di Bonn dal 1978 al 1985. Nel 1986/87 ha frequentato l'Università delle scienze amministrative di Spira. Von Freyberg ha conseguito l'abilitazione alla professione di avvocato nel 1988 a Ulma.

## Attività professionali

### Esperienze imprenditoriali
Dal 1988 al 1991 von Freyberg ha lavorato come analista finanziario per la società di investimento Three Cities Research (Gruppo Bemberg) a New York e a Londra. Nel 1991 ha cofondato la società finanziaria Close Brothers GmbH, dove ha operato come direttore amministrativo fino al dicembre 2012. Nel 2009 la società è stata acquistata dalla banca d'investimento giapponese Daiwa Securities SMBC l'attuale Daiwa Corporate Advisory GmbH.
Nel 2012 è diventato presidente del Blom+Voss Group, industria cantieristica navale tedesca, operante sia nel settore bellico sia in quello civile.
Inoltre, von Freyberg è ed è stato membro di vari consigli di vigilanza e di comitati consultivi, tra l'altro della Malteser Deutschland gGmbH, della società di gestione patrimoniale Flossbach von Storch AG e dell'azienda di servizi IT Magirus AG.

### Istituto per le opere di religione (IOR)
Il 15 febbraio 2013, la Commissione cardinalizia di vigilanza dello IOR, con il consenso di papa Benedetto XVI, ha nominato Ernst von Freyberg presidente del Consiglio di sovrintendenza dell'Istituto per le opere di religione (IOR). 
In seguito alle dimissioni del direttore Paolo Cipriani e del vice-direttore Massimo Tulli, dal 1º luglio al 29 novembre 2013 von Freyberg ha assunto ad interim le funzioni di direttore generale. Il 30 novembre 2013, Rolando Marranci è stato nominato direttore generale.
Ernst von Freyberg poneva due obiettivi alla base del suo impegno presso lo IOR: il primo era di rendere le strutture e i regolamenti dello IOR più trasparenti. Il secondo era di chiarire e, se necessario, porre fine a pratiche come il riciclaggio e l'evasione fiscale poiché, in passato, lo IOR è stato associato a tali attività illecite.
In riferimento a questi argomenti, von Freyberg dichiarò che lo IOR praticherebbe una politica di "tolleranza zero" contro le attività illegali.

## Impegno sociale
Dal 1991, von Freyberg è cavaliere presso dell'Ordine di Malta e in tale funzione presta soprattutto servizio come accompagnatore nei pellegrinaggi a Lourdes. Inoltre, detiene il titolo onorifico di tesoriere dell'associazione tedesca dell'ordine.
Nel 2009 ha fondato la Freyberg Stiftung, fondazione che sostiene tre organizzazioni cattoliche in Francia, Germania e Austria, la Freiligrath Schule (scuola elementare a Francoforte) e si occupa di borse di studio per studenti meritevoli.